# Міський клімат
Клімат у міських районах відрізняється від клімату в сусідніх сільських районах внаслідок розвитку міст. Урбанізація сильно змінює форму ландшафту, а також змінює повітря в районі.
У 1950 році Оке Сундборг опублікував одну з перших теорій про клімат міст.  

## Температура
Збільшення міського землекористування та окупації змінює місцеве теплове поле, що призводить до розвитку міських теплових островів.  Міський острів тепла - явище, коли температура поверхні та повітря концентруються в міських районах, а не в околицях заміських / сільських районів.   Сонячна енергія, поглинена і вироблена сонячною радіацією та антропогенною діяльністю, розподілена відповідно: нагріваючи повітря над поверхнею за допомогою конвекції, випаровуючи вологу з міської поверхневої системи та зберігаючи тепло в поверхневих матеріалах, таких як будівлі та дороги.  Сонячна енергія зберігається вдень і зазвичай виділяється вночі.  Темні матеріали, що складають будівлі, непроникний ґрунт і мощені поверхні, утримують більшу частину сонячної енергії.   Це забезпечує більші острови тепла та підвищений тепловий дискомфорт.   Поверхня відбивної здатності в міських районах може впливати на температуру навколишнього середовища.  Коли вегетативна поверхня темна і суха, вона може досягати 52° C, тоді як коли земля легка і волога, вона досягає 18° С.  Випаровування води зазвичай допомагає звільнити енергію з вегетативних поверхонь, щоб охолодити поверхню зверху.  Але більшість точок доступу мають мало зелені, що впливає на формування міських островів тепла.   Більш темні штучні поверхні мають нижчий альбедо та теплоємність, ніж природні поверхні, що дозволяє збільшити швидкість фотохімічної реакції та поглинання видимого випромінювання.   Це явище може також посилитися, коли люди виділяють відпрацьоване тепло через системи опалення та вентиляції (наприклад, кондиціонери) та викиди автомобілів.   Розширення цих міських районів може призвести до підвищення температури поверхні та повітря, що сприятиме міському клімату. 

## Опади
Оскільки в містах тепліше, гаряче повітря, швидше за все, підніметься, і якщо вологість буде високою, це призведе до конвекційних опадів - коротких інтенсивних сплесків дощу та гроз. Міські райони утворюють частинки пилу (зокрема сажі), і вони діють як гігроскопічні ядра, що стимулюють утворення дощу. Через тепліші температури в місті менше снігу, ніж в прилеглих районах.

## Вітри
Швидкість вітру в містах часто нижча, ніж у сільській місцевості, оскільки будівлі виконують роль бар'єрів (розривів вітру). З іншого боку, довгі вулиці з високими будівлями можуть виступати в ролі аеродинамічних тунелів - вітри, що прямують по вулиці - і можуть бути поривчастими, коли вітри каналізуються навколо будівель (вихрові).

## Вологість
Міста, як правило, мають нижчу відносну вологість повітря, ніж навколишнє повітря, оскільки міста гарячіші, а дощова вода в містах не може поглинатися землею, щоб випаровуватися у повітря, а транспірація не відбувається, оскільки в містах мало рослинності. Поверхневий стік, як правило, потрапляє безпосередньо в підземну каналізаційну систему води і, таким чином, негайно зникає з поверхні. Краще розуміння міської температури та внеску водяної пари та / або втрат виявить причини нижчої відносної вологості в містах, тим більше, що відносна вологість залежить від температурних змін. 